# Лабова е Маде
Лабова е Маде (на албански: Labova e Madhe) е село в област Аргирокастро, южна Албания.
Разположено е на 852 метра надморска височина в Южноалбанските планини, на 15 километра северно от Аргирокастро и на 15 километра югоизточно от Тепелена. През XIX век има православно албанско население с много гъркомани, като произлизащите от селото Евангелос и Константинос Запас основават голямо гръцко училище. През втората половина на XX век се заселват и армъни.

## Личности
Родени в Лабова е Маде
- Василиос Гонис (? – 1914), гръцки духовник
- Евангелос Запас (1800 – 1865), търговец